# Karl Hartung
Karl Hartung (Hamburg, 2 mei 1908 – Berlijn 19 juli 1967) was een Duitse beeldhouwer. Zijn werken behoren tot de abstracte kunst.

## Leven en werk
In 1923 begon hij aan zijn opleiding met een tweejarige cursus als steenhouwer, waarna hij zich aanmeldde voor een kunstopleiding. In 1929 kreeg hij een beurs waarmee hij naar Parijs reisde. Daar maakte hij kennis met het werk van Auguste Rodin en vooral Aristide Maillol. In 1929 ondernam hij, samen met zijn echtgenote, een grote reis naar Florence, die enkele maanden duurde. Het echtpaar vestigde zich daarna in Hamburg, maar omdat hij door zijn steeds abstracter wordende werk niet meer in zijn levensonderhoud kon voorzien, verhuisden zij in 1936 naar Berlijn. Hartung vond zijn weg in de Hamburger kunstscene van de jaren twintig en dertig, vooral door de aansporingen van Max Sauerlandt, van het Hamburger Museum für Kunst und Gewerbe.
Hartung slaagde erin om na de beperkingen van de Nationaalsocialistische "Kulturpolitik" in de periode na de Tweede Wereldoorlog erkenning voor zijn werk te krijgen. In 1946 kreeg Hartung zijn eerste tentoonstelling in Galerie Rosen in Berlijn. Enige van zijn sculptures herinneren door hun vormgeving enigszins aan het werk van Hans Arp, Henri Laurens en Henry Moore. Met zijn werk gaf hij in Duitsland mede richting aan de ontwikkeling der abstracte kunst.
In 1951 werd Hartung benoemd als hoogleraar beeldhouwkunst aan de Hochschule für bildende Künste in Berlin in Berlijn. 
 Hij werd als deelnemer uitgenodigd aan de documenta I in 1955, II in 1959 en III in 1964 ( met zijn sculptuur Delfoss uit 1963) in Kassel. In 1956 vertegenwoordigde Hartung zijn land op de Biënnale van Venetië en in 1958 ontwierp hij een beeld voor het Duitse paviljoen op de Wereldtentoonstelling in Brussel.
Hartung werd begraven op het Berlijnse Waldfriedhof Zehlendorf.

## Tentoonstellingen
- Karl Hartung - Die Hamburger Jahre (2008) in de Handelskammer Hamburg.

## Werken (selectie)
- Openluchtmuseum voor beeldhouwkunst Middelheim in Antwerpen: Compositie II (1949)
- Vrije Universiteit Berlijn, Berlijn: Kore (Torso) (1953)
- Paracelsus-Klinik, Marl: Der Heilende, der Geheilte, der Kranke (1955/6)
- Lehmbruck-Museum, Duisburg: Monument (1956)
- Beeldenpark van het Lehmbruck-Museum, Duisburg: Thronoi (1958/9)
- Skulpturenpark Heidelberg, Heidelberg: Flügelsäule (1960)[1]
- Stad Berlijn: Wachsende Flügel (Kristalline Form) (1960/2)
- Friedrich-Engels-Allee in Wuppertal: Delfoss (1963) - geplaatst in 1966

## Fotogalerij

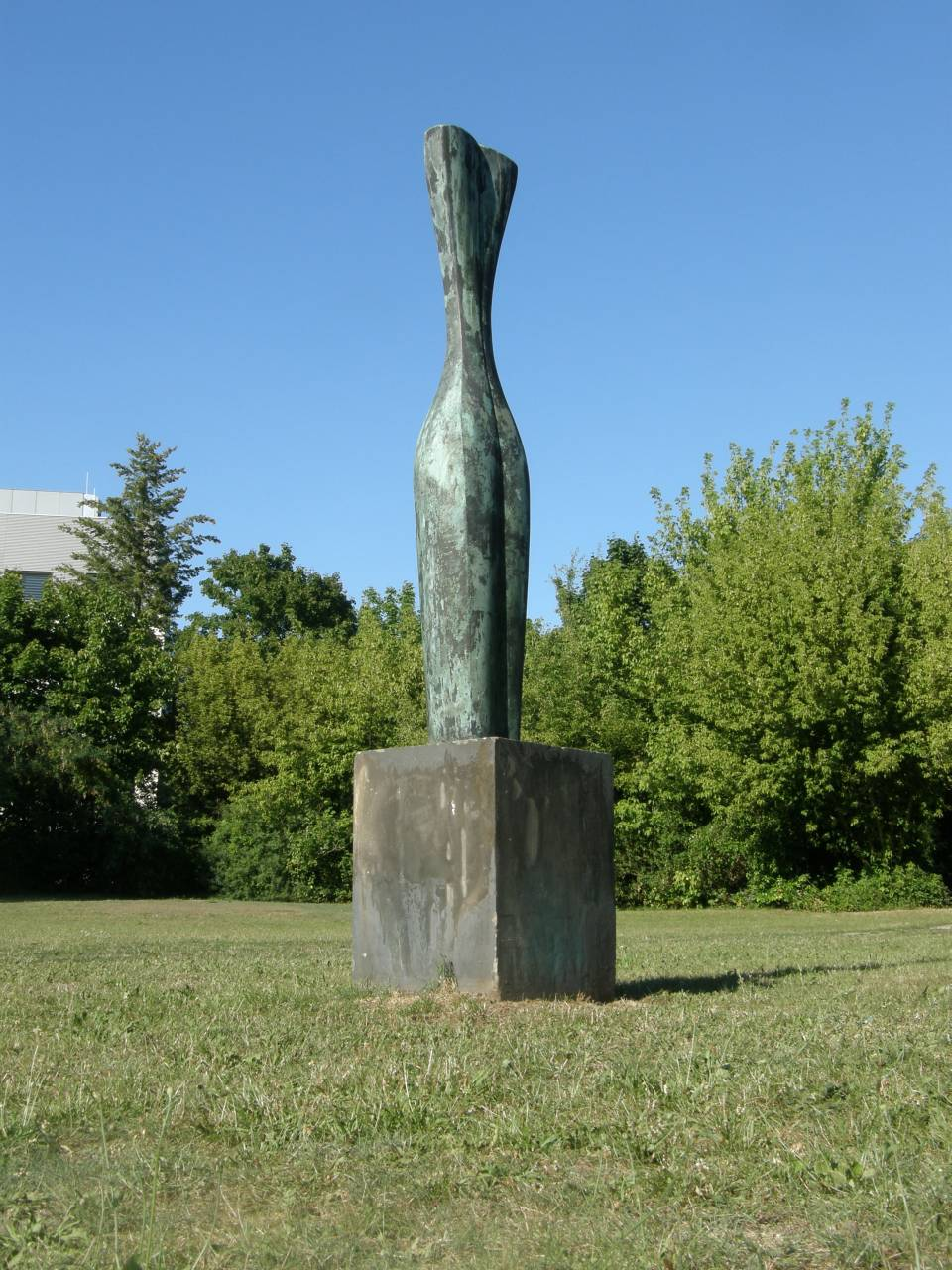
Kore (Torso) (1953), Berlijn
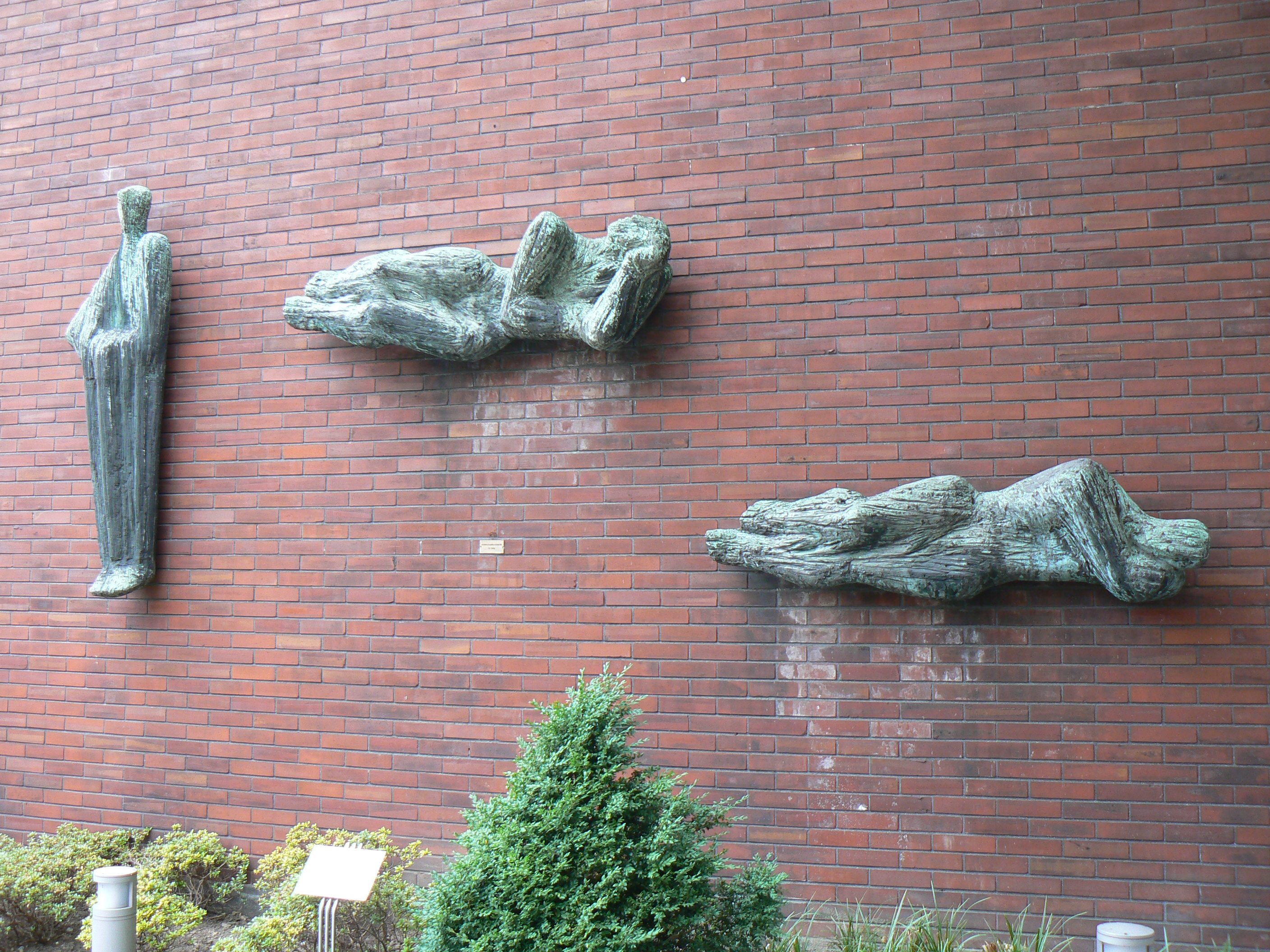
Beeldengroep Paracelsus-Klinik (1955/6), Marl
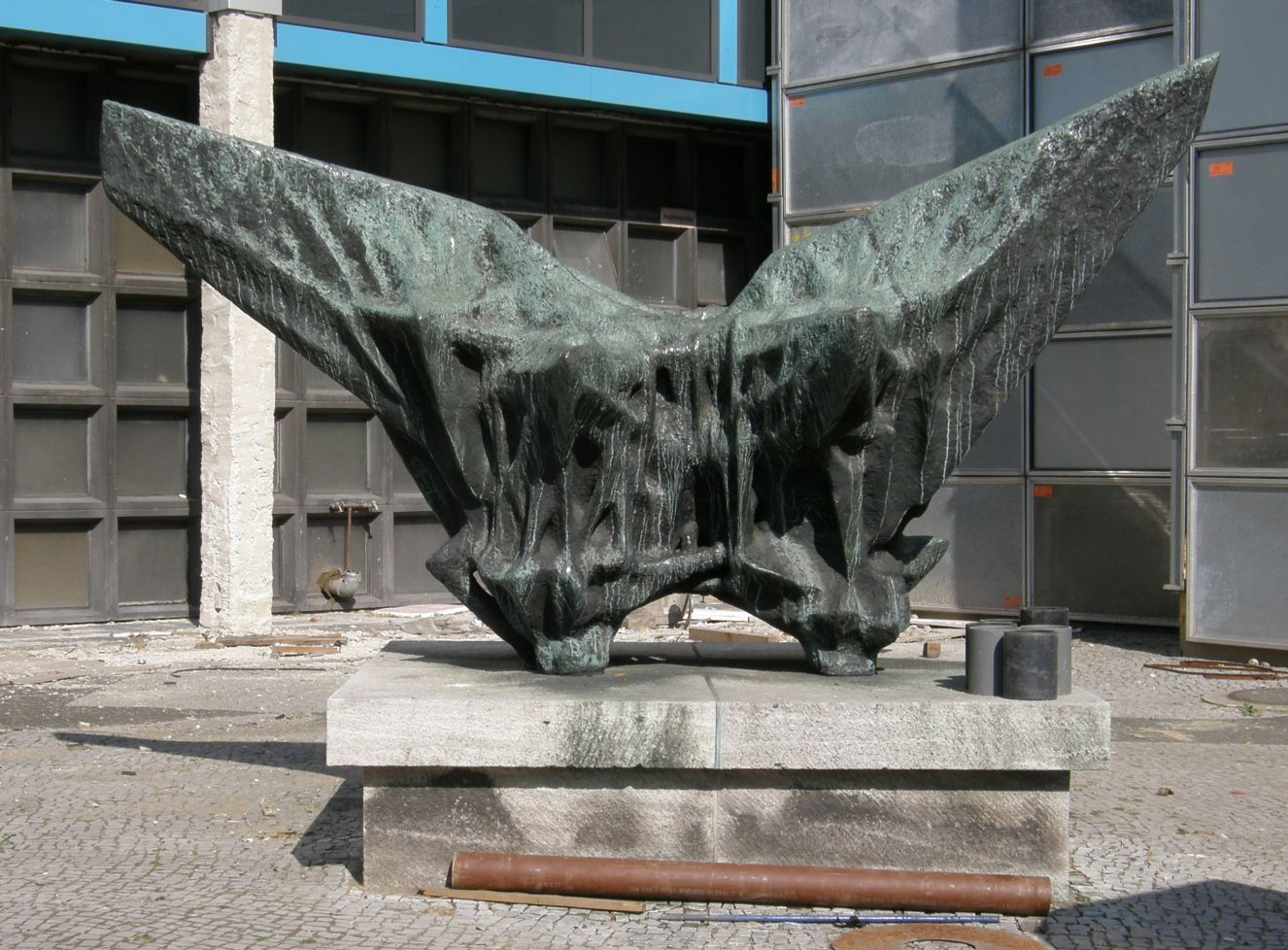
Wachsende Flügel (1960/2), Berlijn
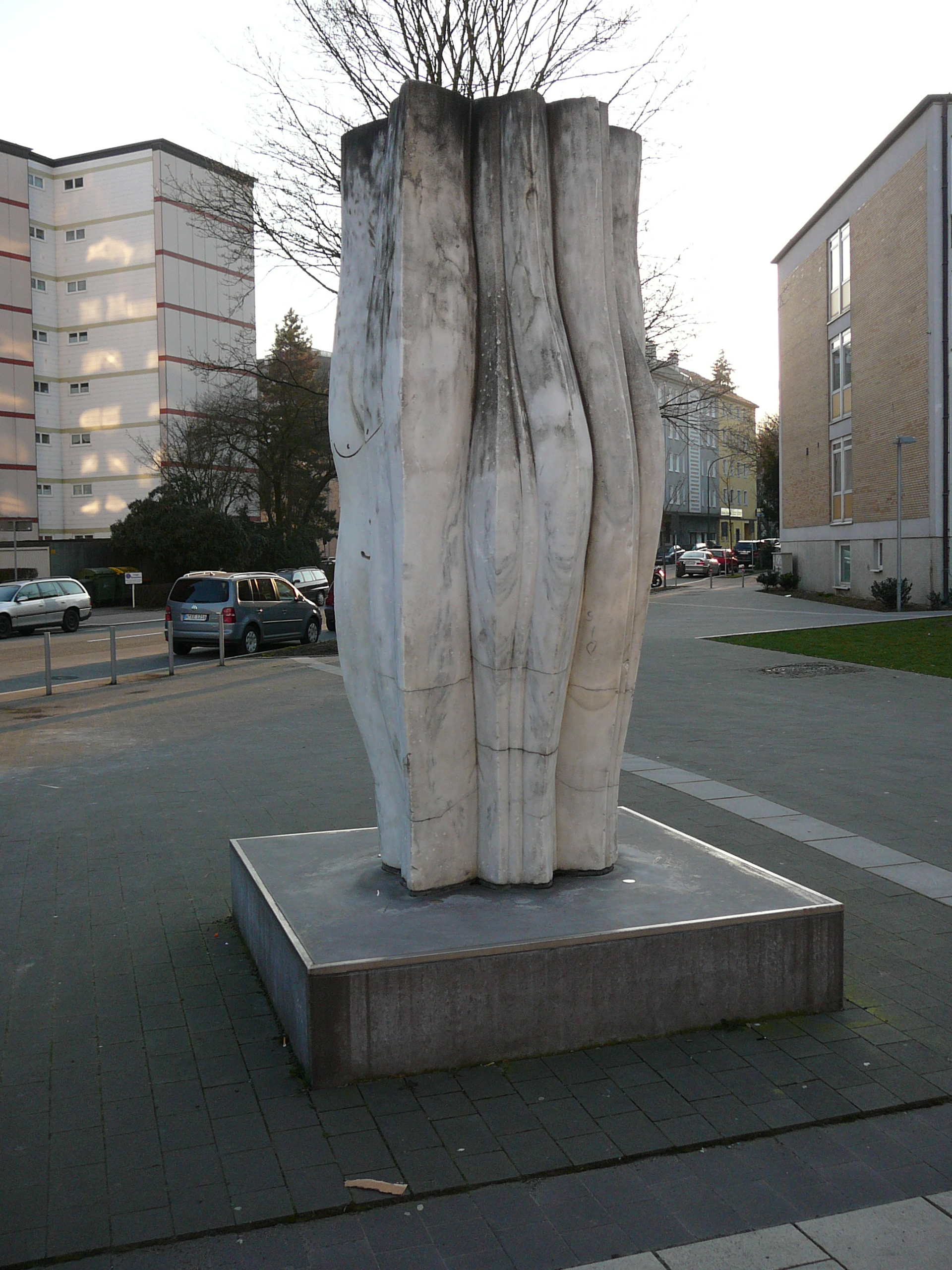
Delfoss (1963), Wuppertal